# سولومون سبالدينغ
سولومون سبالدينغ (بالإنجليزية: Solomon Spalding)‏ هو كاتب أمريكي، ولد في 20 فبراير 1761، وتوفي في 20 أكتوبر 1816.